# Rivière des Montagnes Blanches
Rivière des Montagnes Blanches är ett vattendrag i Kanada.   Det ligger i provinsen Québec, i den östra delen av landet, 700 km nordost om huvudstaden Ottawa.
Trakten runt Rivière des Montagnes Blanches är nära nog obefolkad, med mindre än två invånare per kvadratkilometer.